# 巴朗德科凯斯
巴朗德科凯斯是巴西米纳斯吉拉斯州的一个市镇。总面积340.675平方公里，总人口26421人，人口密度77.6人/平方公里。